# Ivanovická brána

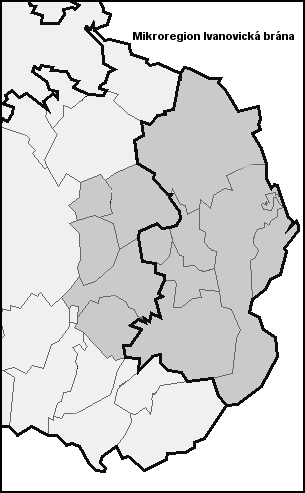
Mapa mikroregionu

Ivanovická brána je svazek obcí v okresu Vyškov. Byl zaregistrován 12. února 2004 a sdružuje celkem 11 obcí (původně 12) ve východní části okresu, bezprostředně východně od města Vyškov. Sídlem byl ustanoven Městský úřad v Ivanovicích na Hané. Svazek obcí se nazývá podle stejnojmenného geomorfologického podcelku (části Vyškovské brány), v němž se nachází.
Předmětem činnosti svazku je vzájemná pomoc při řešení samosprávných, kulturních, environmentálních i hospodářských problémů a získávání finančních prostředků na podporu cestovního ruchu a projektů v regionu. Nejvyšším orgánem je valná hromada, poté správní rada, dozorčí rada a jednatel.

## Obce sdružené v mikroregionu
- Dětkovice
- Ivanovice na Hané
- Křižanovice u Vyškova
- Medlovice
- Moravské Málkovice
- Orlovice
- Prusy-Boškůvky
- Rybníček
- Švábenice
- Topolany
- Vážany

bývalý člen
- Hoštice-Heroltice (vystoupily ze svazku v roce 2014)[3]